# Bava de caragol

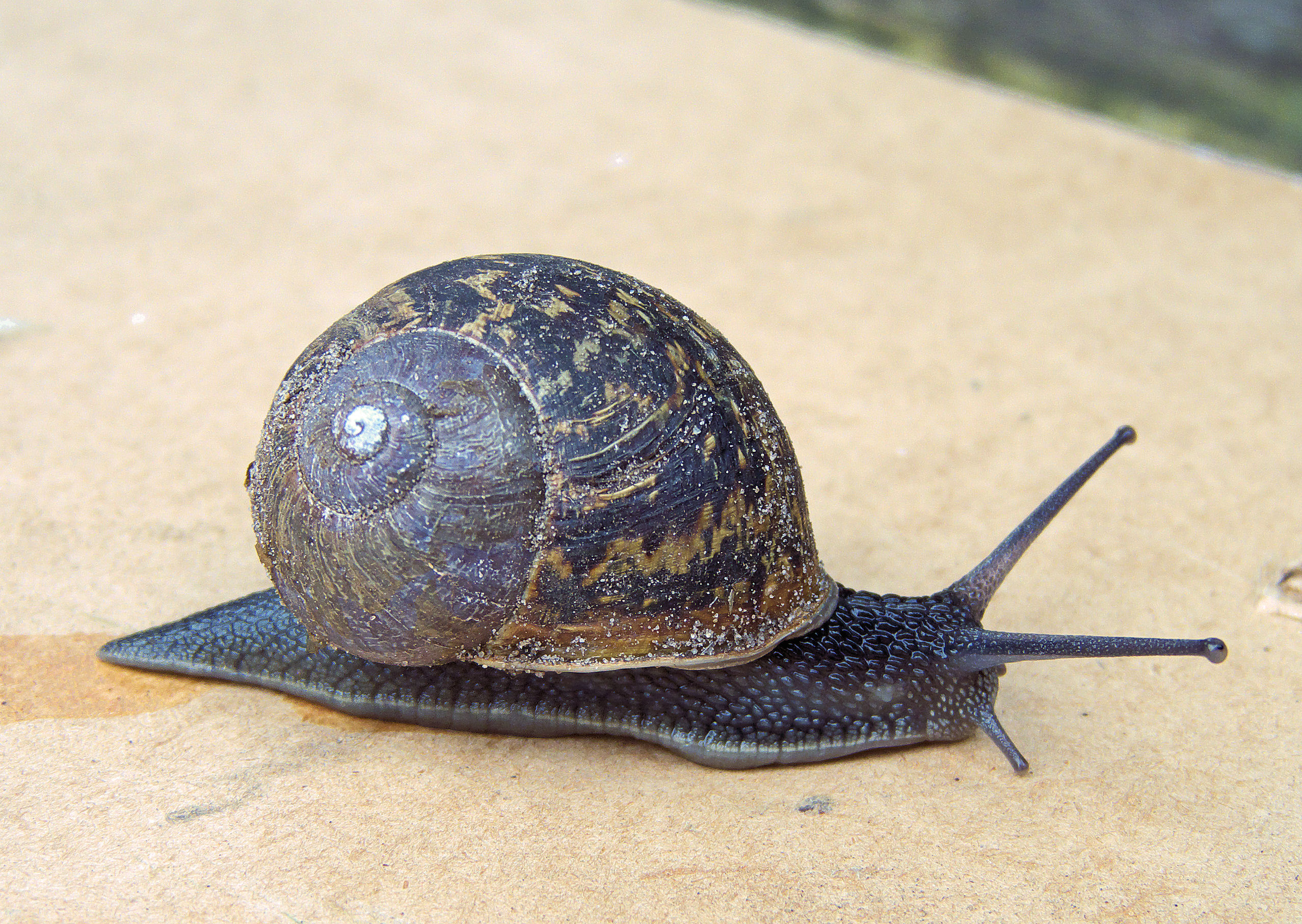
El caragol bover (Helix aspersa sinònim Cryptomphalus aspersus), és el més usat per aprofitar-ne la seva secreció

La bava de caragol és una secreció produïda tant pels caragols terrestres com pels marins. Aquesta bava té diverses funcions entre les quals hi ha la d'enganxament i la lubricant, que permet que els caragols escalin diverses superfícies sense caure.
Totes les mucositats són gels consistents en una xarxa de polímers que funciona com a capa protectora d'integument i superfícies mucoses tant en animals senzills com en mamífers
El mucus secretat pels gastròpodes es fa servir sovint com una ajuda per a adherir-se i per a la formació de la pista per on llisca el cargol. Aquest mucus és produït per glàndules del peu del cargol, específicament una gran glàndula situada sota la boca.
El peu dels gastròpodes està cobert per una fina capa d'aquest mucus, que es fa servir per diverses funcions, incloent l'adherència, la lubricació, repulsió dels depredadors i per l'aparellament reproductiu. La descàrrega de mucus sembla un gel amb un 91 a 98% del seu pes que és aigua segons les espècies de cargols, combinat amb una petita quantitat de glucoproteïnes d'alt pes molecular (Denny, 1984), Helix aspersa amb 82, 97 i 175 kDa.
Molts mol·luscs, tant marins com terrestres, quan estan inactiu, fan servir la secreció com a cinta de gran capacitat per adherir-se a diverses superfícies. Tanmateix resulta estrany que un gel tan diluït, normalment usat com lubricant, tingui unes propietats adherents tan grans

Al cargol bover (Helix aspersa Müller), hi ha dos tipus de secreció: un tipus translúcid "no adherent", que permet l'animal viu desplaçar-se i una altra que serveix per enganxar-se, les dues estan clarament diferenciades en els tipus de proteïnes que contenen.
La naturalesa de l'estimulació de la còclea determina el tipus de descàrrega de la secreció que s'allibera que varia d'una descàrrega viscosa produïda sota condicions normals a una de més escumosa que es produeix sota una estimulació contínua o fins i tot violenta.
En el cas d'Helix aspersa, aquesta descàrrega es compon de productes sintetitzats per diferents tipus de glàndules secretores. Totes són glàndules de cèl·lules simples que es troben al teixit connectiu i secreten els seus productes a través de porus que passen entre les cèl·lules epidèrmiques. N'hi ha diversos formes i normalment tenen un llarg conducte excretor. Hi ha 8 tipus de glàndules secretores. Quatre d'elles secreten en el mucus proteïnes, calci, pigments i lípids.
El mecanisme molecular que controla l'emmagatzemament d'aquesta secreció, dins les cèl·lules glandular, no està encara dilucidat del tot.

## Cosmètica
La bava dels cargols, molt anunciada en televisió, es percep per alguns com un engany i per altres, al contrari com la panacea per la pell.
Comercialment la secreció s'obté del cargol bover que produeix una secreció rica en proteïnes d'alt i baix pes molecular àcid hialurònic i antioxidants. Segons la dermatòloga de l'Hospital del Mar de Barcelona, M. J. Tribó-Boixareu, "la secreció del cargol exerceix una doble funció: d'una banda estimula la formació del col·lagen, elastina i del component dèrmic que reparen els signes del fotoenvelliment i, d'altra banda, minimitza el dany generat pels radicals lliures, responsables de l'envelliment prematur de la pell"
La secreció de cargol està molt buscada pels laboratoris cosmètics i farmacèutics, les propietats i composició de la bava de cargol depenen de molts factors, entre ells els de l'alimentació del cargol.
Composició de la secreció segons un dels fabricants del cosmètic:
- Al·lantoïna (de nom químic: glioxil-diurea),és un estimulant de l'epitelització de la pell i en fa possible la regeneració.
- Elastina, que aporta elasticitat a la pell i suavitza les línies d'expressió de la cara.
- Col·lagen, que és una proteïna fonamental del teixit connectiu, la qual actua com hidratant i suavitzant
- Àcid glicòlic fa possible l'exfoliació o píling, actua com renovador cel·lular que elimina les capes superficials de la pell i millora els fol·licles pilosos afavorint el pas de les substàncies aplicades a la superfície.
- Diverses vitamines i altres proteïnes que afavoreixen el reg vascular perifèric, garantint el subministrament d'oxigen i nutrients així com la hidratació de la pell.
- Antibiòtics naturals que actuen sobre els bacteris presenta a la pell típicament Escherichia coli, Staphylococcus aureus i, Pseudomonas aeruginosa. Protegeix la pell de la infecció.

## Usos
Es fa servir en cosmètica en forma de cremes amb un 10% a 15% de secreció de cargol